# Стоенешти (Бериславешти)
Стоенешти (рум. Stoenești) насеље је у Румунији у округу Валча у општини Бериславешти. Oпштина се налази на надморској висини од 435 m.

## Становништво
Према подацима из 2011. године у насељу је живело 302 становника.